# مترويدفينيا
مترويدفينيا (بالإنجليزية: Metroidvania) هو طور لعبة أكشن-مغامرات من ألعاب الفيديو. هذا المصطلح هو لفظ منحوت من سلسلة لعبة مترويد وكاسلفينيا. 
تستخدم ألعاب مترويدفينيا تصميم الألعاب والميكانيكا التي تشبه الألعاب من هاتين السلسلتين. علي وجه التحديد، هذا المصطلح مشتق من لقب كاسلفينيا: سيمفوني أوف ذا نايت، والعديد من الألعاب، والذي يعتبر بشكل عام أنه يحتوي على جوانب معينة من اللعب مشبهة لتلك الخاصة بسلسلة ألعاب مترويد. على هذا النحو، يستخدم هذا المصطلح لاستدعاء مفاهيم اللعب وميكانيكا مشبهة لتلك التي من هاتين السلسلتين.
تتميز ألعاب مترويدفنيا بشكل عام بخريطة عالم مترابطة كبيرة يمكن للاعب استكشافها، على الرغم من أن الوصول إلى أجزاء من العالم يكون محدودًا في كثير من الأحيان من خلال الأبواب أو غيرها من العقبات التي لا يمكن عبوره إلا بعد حصول اللاعب على عناصر خاصة أو أدوات أو أسلحة أو قدرات داخل اللعبة. ويمكن الحصول على مزايه أضافية في الشخصية أيضًا لمساعدة اللاعب في التغلب على الأعداء الأكثر صعوبة وتحديد أماكن الاختصارات والمناطق السرية، وغالبًا ما يتضمن إعادة تتبع خطوات الشخص عبر الخريطة. تشمل ألعاب مترويدفنيا  تكاملاً أكثر صرامةً بين تصميم القصة والمستوى، وتصميم دقيق للمستويات وعناصر التحكم في الأحرف لتشجيع الاستكشاف والتجريب، ووسيلة للاعب ليصبح أكثر استثمارًا في شخصية اللاعب. ألعاب مترويدفنيا غالبًا ما تكون منصة تمرير جانبي، ولكن يمكن أن تشمل أنوع آخر. على الرغم من انتشارها في الأجيال المبكرة من الكونسول، فقد شهد هذا النوع انبعاثًا جديدًا منذ عام 2000 بسبب الألعاب الممتازة والمبنية بشكل مستقل.

## التاريخ
على الرغم من أنها ليست اللعبة الأولى من نوعها، إلا أن ميترويد (ففي عام 1986، جهاز نينتندو إنترتينمنت سيستم) عموما هو يعتبر الأكثر تأثيرا في طور المترويدفنيا. كان هدف نينتندو هو أنشاء لعبة مغامرات غير خطية لتمييزها عن الألعاب الأخرى في ذلك الوقت، مما تطلب من اللاعب أن يتتبع خطواته في القصة مع توفير وظائف دائمة على عكس الألعاب الأخرى التي تقدم وظائف مؤقتة.
كانت السلسلة شائعة، وعملت العناوين المستقبلية على صقل نهج الاستكشاف مع إضافة المزيد من عناصر القصة إلى العنوان كما هو الحال مع سوبر ميترويد (1994، سوبر نينتندو إنترتينمنت سيستم).

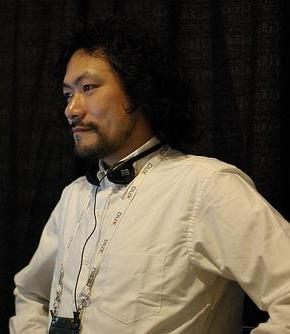
كوجي إيغاراشي له الفضل في إنشاء سمات طور مترويدفنيا.

خلال هذا الوقت، اكتسبت سلسلة منهاج الرعب القوطية كاسلفينيا شعبية. ظهرت  لعبة كاسلفينيا الأصلية عام 1986 حيث تتميز بمستويات منفصلة ويقوم اللاعب بأنجاز المستويات بطريقة متسلسلة.
تبعتها فامباير كيلر (1986، MSX) ثم كاسلفينيا 2:سايمونز كويست عام 1987 التي اتت مع أسلوب المغامرة غير الخطي،  قبل أن تعود السلسلة إلى الأسلوب الخطي توصل قائد السلسلة كوجي إغاراشي إلى استمرره في إنتاج اجزاء جديدة لتلبية طلب المشجعين لهذه السلسلة، اللاعبون المحترفين سوف يتنافسون في المستويات الجديدة، في حين أن اللاعبين الجدد في السلسلة سيوجهون بعض الصعوبة في المراحل. في محاولة لجعل العنوان أكثر انتشر على نطاق واسع تم تصميم مستويات جديدة وتمديد وقت اللعب، نظر إيجاراشي وآخرون في فريقه نحو الأفكار التي استخدمتها سلسلة  أسطورة زيلدا في تطوير لعبة كاسلفينيا: سيمفوني أوف ذا نايت (1997،بلاي ستيشن)؛ تضمنت هذه الأفكار عالماً مفتوحاً كبيراً لاستكشافه، والحاجة إلى الحصول على عناصر رئيسية لدخول مناطق معينة، والقدرة على تحسين شخصية اللاعب كواحد من شأنه أن يعبّر عن لعبة فيديو تقمص الأدوار. التغايرات أثبتت شعبيته مع اللاعبين، والألعاب اللاحقة التي اتبعة هذه السلسلة الصيغة. مع الإصدارات من سوبر ميترويد و كاسلفينيا: سيمفوني أوف ذا نايت، صيغة هذه الألعاب المعروضة تشكل أسس ما يعتبر مترويدفنيا اليوم. كاسلفينيا: سيمفوني أوف ذا نايت قد حققت نجاح انتقادي ومالي مع مرور الوقت، مما يثبت أن هناك رغبة من قبل اللاعبين للألعاب المترويدفنيا على لعب هذا النمط.
في حين استمرت كل من السلسلتين في تطوير الألعاب بهذا الشكل، بدأ مفهوم المترويدفنيا  في اكتساب المزيد من الشهرة عندما بدأت أطراف أخرى في تطوير ألعاب بنفس الأسلوب. ومنها لعبة قصة كهف (2004، مايكروسوفت ويندوز) التي طوره دايسوكي أمايا  كتكريم لسلسلة ميترويد الكلاسيكية وغيرها من الألعاب؛ تمت الإشادة بشكل قاطع باللعبة التي تظهر نطاق ما يمكن لشخص ما فعله، وسلطت الضوء على ألعاب أخرى مثل كاسلفينيا وميترويد، بالإضافة إلى إضفاء الحيوية على النوع ألعاب المنصات ثنائية الأبعاد كصيغة لعب مستقلة. ولعبة معقد الظل (2009،Xbox 360) من تطوير شركة Chair Entertainment. تم تطويره استنادًا إلى فرضية أن سوبر ميترويد  كانت في قمة تصميم الألعاب ثنائية الأبعاد. تلقت اللعبة مراجعات إيجابية للغاية، ولا تزال واحدة من العناوين القابلة للتنزيل الأكثر مبيعاً على أجهزة Xbox 360. نظرًا لألعاب كهذه، بدأ نمط مترويدفنيا في الأنتشار بتطوير ألعاب مستقلة.
في حين أن كلمة «مترويدفنيا» تستخدم بشكل شائع حاليًا لوصف الألعاب في هذا النوع، أو الألعاب التي تحتوي على عناصر من هذا النوع، فإن أصل المصطلح غير واضح.
أشار إيغاراشي إلى أنه مع كاسلفينيا: سيمفوني أوف ذا نايت، كان الهدف هو أن يكون الاستكشاف أقرب إلى نهج زيلدا من أعلى إلى أسفل، ولكن مع نمط التمرير الجانبي، تمت مقارنته أكثر مع ميترويد، ويعتقد أن هذه هي الطريقة التي جاء بها نمط المترويدفنيا. يقرّ صحفي ألعاب الفيديو جيريمي باريش، الذي يدير موقع Metroidvania.com الذي حاول فهرسة جميع ألعاب Metroidvania المعروفة، بأنه ساعد في نشر هذا المصطلح ولكنه علمه من زميله السابق في العمل على موقع 1UP.com، سكوت شاركي، استخدم المصطلح لوصف الألعاب في سلسلة كاسلفينيا التي اعتمدت على بعض العناصر من سلسلة مترويد.

## مفاهيم اللعب

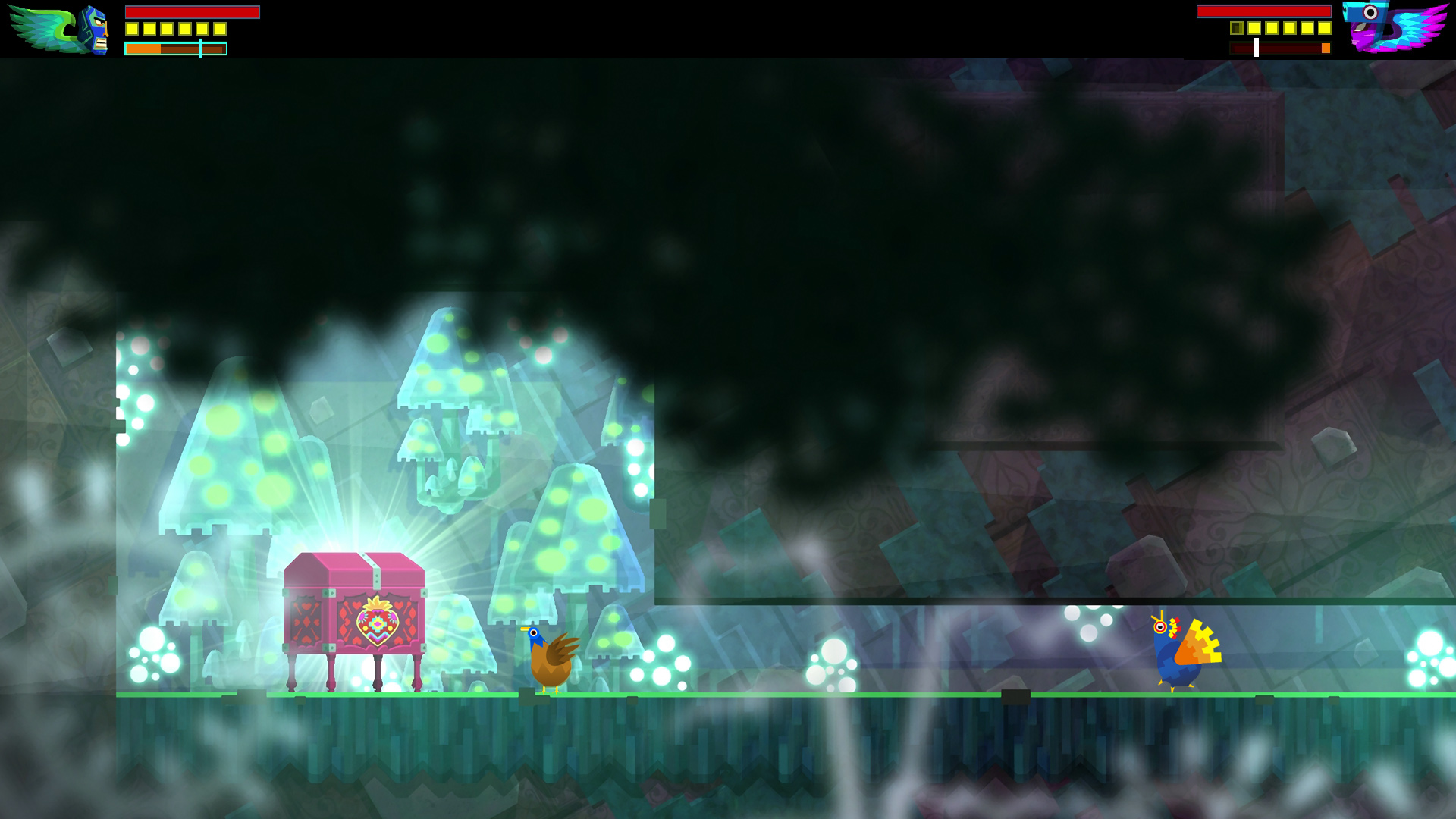
في لعبة غواكاميلي! يكتسب اللاعب القدرة على تحويل شخصيته البشرية مؤقتًا إلى دجاجة، مما يسمح له بالمرور عبر ممرات منخفضة الارتفاع واكتشاف الأسرار.

غالباً ما يستخدم مصطلح 'Metroidvania' للإشارة إلى لعبة منصات التي تحتوي على خريطة واحدة كبيرة ومترابطة، بشكل عام مع غرف أو أقسام منفصلة. ليس كل المناطق من هذه الخريطة متاحة في البداية، وغالبا ما تتطلب من اللاعب للحصول على عنصر (مثل سلاح أو مفتاح) أو شخصية جديدة لديه القدرة على إزالة بعض العقبات التي تعرقل المسار إلى الأمام. وفي كثير من الأحيان، تتم حماية هذا العنصر من خلال شخصية رئيسة، مما يوفر تحديات مدفوعة بالقصة طوال اللعبة. الخرائط غير خطية، وغالبًا ما تتطلب من اللاعب اجتياز الخريطة عدة مرات أثناء سير اللعبة. تسكن الوحوش الضعيفة أجزاء أخرى من المستوى، وتظهر مجدد عندما يقوم اللاعب برجوع إلى تلك الغرف، وغالباً ما يمكن هزيمته للحصول على الصحة أو الذخيرة أونقاط الخبرة.
تتميز الألعاب الأكبر بشكل عام بنقاط الحفظ بالإضافة إلى القدرة على التنقل بسرعة بين غرف معينة من مكان إلى آخر على جوانب بعيدة من الخريطة، مما يؤدي إلى اختصار الطرق المملة في الأجزاء الأخيرة من اللعبة. يمكن أيضًا فتح القدرات الجديدة وفتح الاختصارات التي تقلل وقت التنقل في اللعبة، الإضافة إلى اكتشاف الأسرار التي تساعد على تحسين قدرات الشخصية. على سبيل المثال لتلك القدرات، الحصول على القفزة المزدوجة أو القفز على الحائط ستساعد على منح اللاعبين قدرة أكبر على الحركة، في حين أن الحصول على القدرة على التحويل إلى كائن أصغر يمكن ان يسمح للاعب بالانزلاق من خلال الممرات الضيقة. مثل هذا النوع يركز على استكشاف خريطة العالم كبيرة، وتقدم قدرات اللاعبين على مدار الوقت. مترويدفنيا يشار إليها أحيانا باسم «منصة ألعاب المغامرة» بسبب هذا النطاق.
مترويدفنيا ترتبط  بشكل عام بمستويات / خرائط اللعبة التي يتم تخطيطها كخلفيات جانبيةثنائية الأبعاد، مع تحريك شخصية المشغل إلى اليسار واليمين والأعلى والأسفل خلال المستوى. يتم تقديم هذه الألعاب عادةً باستخدام رسومات ثنائية الأبعاد، ولكنها يمكن أن تتضمن ألعاب ذات عرض 2.5D باستخدام محركات رسومات ثلاثية الأبعاد. يمكن استخدام مفاهيم استكشاف وتطوير الشخصيات في مترويدفنيا في أنواع أخرى، على الرغم من أن هذه الألعاب لا تصنف عادة على أنها مترويدفنيا. على سبيل المثال، ميترويد برايم تريلوجي هو من نوع تصويب منظور الشخص الأول الذي يبنا على نفس أسلوب اللعب الاستكشاف في ميترويد. دارك سولز هي لعبة تصويب منظور الشخص الثالث لعبة أكشن تقمص الأدوار  يعتبر ميترويدفنيا يضم «أقفال» – عقبات في شكل شخصيات رئيسة صعبة ومن المستحيل هزيمتها عندما تبدأ شخصية اللاعب، وتصبح أكثر سهولة في الهزيمة مع زيادة الخبرة والقدرات. على عمل الشخص الثالث/المشاكس باتمان: أركام يضًا تستخدم مفاهيم مشابهة مثل مترويدفنيا، حيث يقوم باتمان بجمع أدوات جديدة للوصول إلى مناطق جديدة.. في عام 2017 لعبة براي وضعت منظور الشخص الأول ولكن باستخدام Metroidvania مستوى تصميم المفاهيم تتطلب لاعب لاجتياز وضع عدة مرات لأنها اكتساب أدوات إضافية وقدراتهم.
إغاراشي وصف ما يعتقد أنه عناصر أساسية في هذا النوع. وتشمل هذه الخرائط تصميم خرائط تشجع على الاستكشاف ولكنها لا تزال توجه اللاعب على المسار الرئيسي من خلال اللعبة وتوفر الوسائل التي يمكن للاعب أن يكون على دراية بها في أي مكان في عالم الألعاب في أي وقت. ويمكن تحقيق ذلك من خلال مواضيع رسومية من خلال عالم اللعبة، ومراحل فريدة من نوعها بصريا في نقطة اللعبة الرئيسية، وخريطة عامة وشاشات معلومات حالة اللاعب، ووسائل التنقل في الخريطة بسرعة.

## تحليل
يشار إلى أن شعبية نوع Metroidvania مرتبطة بالسهولة التي يمكن من خلالها تعلم ألعاب المنصة وأتقنها، في حين تمنح اللاعب شخصية يمكن أن تنمو على مدار الوقت. وقد أشار العديد من مطوري عناوين Metroidvania المستقلة إلى الاستكشاف باعتباره عنصرا أساسيا في هذا النوع الذي يستقطب اللاعبين، ويعمل من الغرائز البشرية الطبيعية على الاستكشاف، ويمنح اللاعبين الشعور بالاكتشاف والتحكم في النفس أثناء اللعبة. 
صرح دونالد موستارد من شركة برايس إنترتينمنت، مبدعي Shadow Complex، أن ميترويدفنيا الجيد يساعد اللاعب على القدوم إلى الصفوف التي تمكنه من التقدم في اللعبة، واصفا مثالا على الحافة التي كانت في البداية عالية جدا للوصول، ومع اكتساب اللاعب القدرات، وسوف يكتشف كيف يمكنهم الوصول إلى تلك الحافة من تلقاء نفسها.
من وجهة نظر المطور، يقدم نوع Metroidvania فوائد للمطور. يشجّع هذا النوع من الاتصال الوثيق بين تصميم المستوى وقصة اللعبة، ويمكن أن يمنح المطورين فرصًا لخلق عالم غامر للاعب. يمكن أن يكون مستوى تصميم مثل هذه الألعاب تحديًا أيضًا للتأكد من أن التحدي الذي يواجهه لاعبو اللعبة عادل وممتع، ويمكن اعتبار تحقيق هذا الهدف بمثابة علامة على نجاح مطور البرامج. توماس ميلر من استوديوهات القمر، الذي طور أوري والغابة العمياء، وقال ذلك كان مهمًا لتصميم عالم متماسك مع إعدادات لا تنسى لـ Metroidvania، حيث "اللاعبين الذين يتذكرون المستويات جزء من التصميم الأساسي.

## وصلات خارجية
- Metroidvania.com – قائمة Metroidvania الألعاب
- Metroidvanias.com – قائمة أخرى من Metroidvania الألعاب